# José Antonio de Lavalle y Cortés
Ne doit pas être confondu avec José Antonio de Lavalle y Arias de Savedra.
Pour les articles homonymes, voir Lavalle.
José Antonio de Lavalle y Cortés, comte de Premio Real (Trujillo, 29 décembre 1734 – Lima, 8 avril 1815), est un général et homme politique de la vice-royauté du Pérou.
Il est le père de Juan Bautista de Lavalle.

## Biographie
Général, il est maire de Lima en 1779.

### Sources
- (es) Cet article est partiellement ou en totalité issu de l’article de Wikipédia en espagnol intitulé « José Antonio de Lavalle y Cortés » (voir la liste des auteurs).